# بایبل بلک
بایبل بلک (ژاپنی: バイブルブラック هپبورن: Baiburu Burakku) یک بازی ویدئویی در سبک اروتیک است که توسط اکتیوسافت توسعه یافته و به‌وسیلهٔ کیتی مدیا در ۱۴ ژوئیه ۲۰۰۰ برای مایکروسافت ویندوز منتشر شده است. سئی شوجو خالق اصلی اثر هنری، طراحی شخصیت‌ها و نگارش فیلمنامه اصلی بازی است. مجموعه به عنوان یک انیمهٔ هنتای مورد تحسین منتقدان قرار گرفته است.
استودیو میلکی این بازی ویدئویی را تبدیل به چندین مجموعه پویانمایی بزرگسالان اووی‌ای نمود. اولین بخش، به سادگی بایبل بلک نام گرفت که شامل ۶ قسمت از صحنه‌های بیشماری از بازی ویدئویی آن بود. در سال بعد، یک اُوی‌اِی دو قسمتی با نام مبدأ منتشر شد که به عنوان نسخه پیش‌درآمد و قبل از اتفاقات اولین بخش یعنی بایبل بلک به حساب می‌آمد. در آوریل ۲۰۰۴، استودیو میلکی دنباله این سری را با نام پیمان جدید تولید کرد، که دنباله همان شخصیت‌ها بعد از ده سال از اولین نسخه اتفاق می‌افتاد.

## داستان
داستان بازی دوازده سال قبل از قسمت اول و در یک فرهنگستان روایت می‌شود که شایعه شده محلی برای گردهمایی ساحره‌ها بوده است. این انجمن افسونگری در انباری واقع در زیرزمین فرهنگستان مشغول به انجام جادوی سیاه هستند.
میناسه تاکی دانش‌آموز مدرسه متوسطه، کتابی در رابطه با جادوی سیاه را در انباری دورافتاده مدرسه‌اش پیدا می‌کند. او شروع به تمرین جادوی سیاه می‌کند که عوارض جنسی بسیار شدیدی دارد و به نفع او و دوستانش است تا زمانی که شیطان از نفرین تاریک بر می‌خیزد. در نهایت منشأ کتاب فاش می‌شود، همانند اتفاق دوازده سال پیش در شب والپورگیس، زمانی که نیروی شیطانی در قوی‌ترین حالت خود بود. میناسه پس از اینکه هوشیاری خود را به‌دست می‌آورد، تلاش می‌کند تا خود و بهترین دوست و عشق مخفی‌اش، ایماری کورومی را از تاریکی که در آن گرفتار شده است، نجات دهد.

## شخصیت‌ها
- میناسه تاکی (به ژاپنی: 水無瀬 多喜 Minase Taki) شخصیت اصلی داستان یک پسر دبیرستانی که به‌طور اتفاقی یک کتاب جادوی سیاه (به نام بایبل بلک) را در زیر زمین مدرسه پیدا می‌کند.
- ایماری کورومی (به ژاپنی: 伊万里 胡桃 Imari Kurumi) یکی از شخصیت‌های اصلی سری بایبل بلک است. او بهترین دوست و همبازی کودکی میناسه است که بسیار به او اهمیت می‌دهد.
- تاکاشیرو هیروکو (به ژاپنی: 高城 寛子 Takashiro Hiroko) یک معلم هنر است و مسئول انجمن هنری است که میناسه و ایماری هر دو، عضو آن هستند. او تنها بازمانده از تشریفاتی که بیست سال پیش در زیرزمین مدرسه برگزار شده بود. هیروکو خود را مقصر رخ دادهای پیش آمده در آن روز می‌داند و تمام تلاش خود را برای جلوگیری از رخ دادن دوباره آن می‌کند.
- شیراکی ریکا (به ژاپنی: 白木 里香 Shiraki Rika) مسئول انجمن دانش آموزان است، شیراکی در میان پسرها طرفداران زیادی دارد و او عاشق میناسه است.
- سائکی کائوری (به ژاپنی: 佐伯 香織 Saeki Kaori) یکی از همکلاسی‌های میناسه، دختری زیبا و باهوش که از جادوی سیاه چیزهای زیادی می‌داند. او بعد از اینکه متوجه شد میناسه کتاب جادو را در اختیار دارد به او علاقه‌مند شد.
- کیتامی ریکو (به ژاپنی: 北見 麗華 Kitami Reika) پرستار مدرسه و شخصیت اصلی منفی داستان.[۴]